# Gutenbergschule (Leipzig)

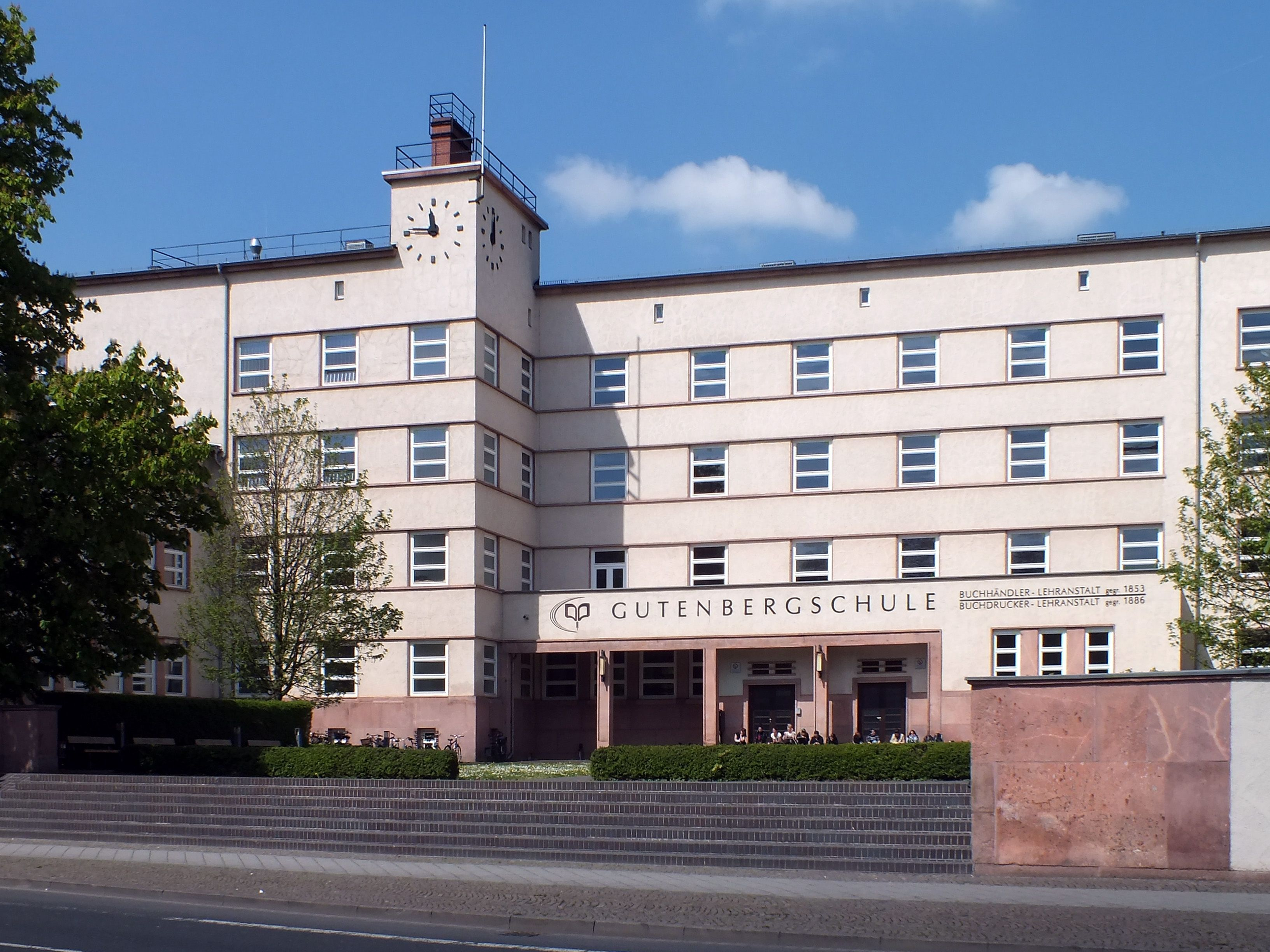
Die Gutenbergschule, 2016

Der Begriff Gutenbergschule Leipzig steht sowohl für ein Schulgebäude in Leipzig als auch für die darin beheimatete Bildungseinrichtung, deren offizieller Name Gutenbergschule – Berufliches Schulzentrum der Stadt Leipzig lautet. Ihre Fachgebiete sind Buch, Büro, Druck, Medien, Sprachen und Kunst.

## Das Gebäude
Die Gutenbergschule befindet sich am Gutenbergplatz 8 im Ortsteil Zentrum-Südost. An das viergeschossige Hauptgebäude schließen sich zwei flachere Flügelbauten an, die zusammen einen begrünten Innenhof begrenzen, der etwa einen Meter über dem Straßenniveau liegt. Die Westfassade ist zum Alten Johannisfriedhof gerichtet, die Südfassade verläuft längs der Prager Straße.
Die hellen Putzfassaden sind durch sparsame Verwendung von Rochlitzer Porphyr horizontal gegliedert. Eine turmartige Erhöhung des Hauptgebäudes zieren die Zifferblätter einer Uhr. In Eingangsbereich und Sockelzone dominiert Rochlitzer Porphyr.

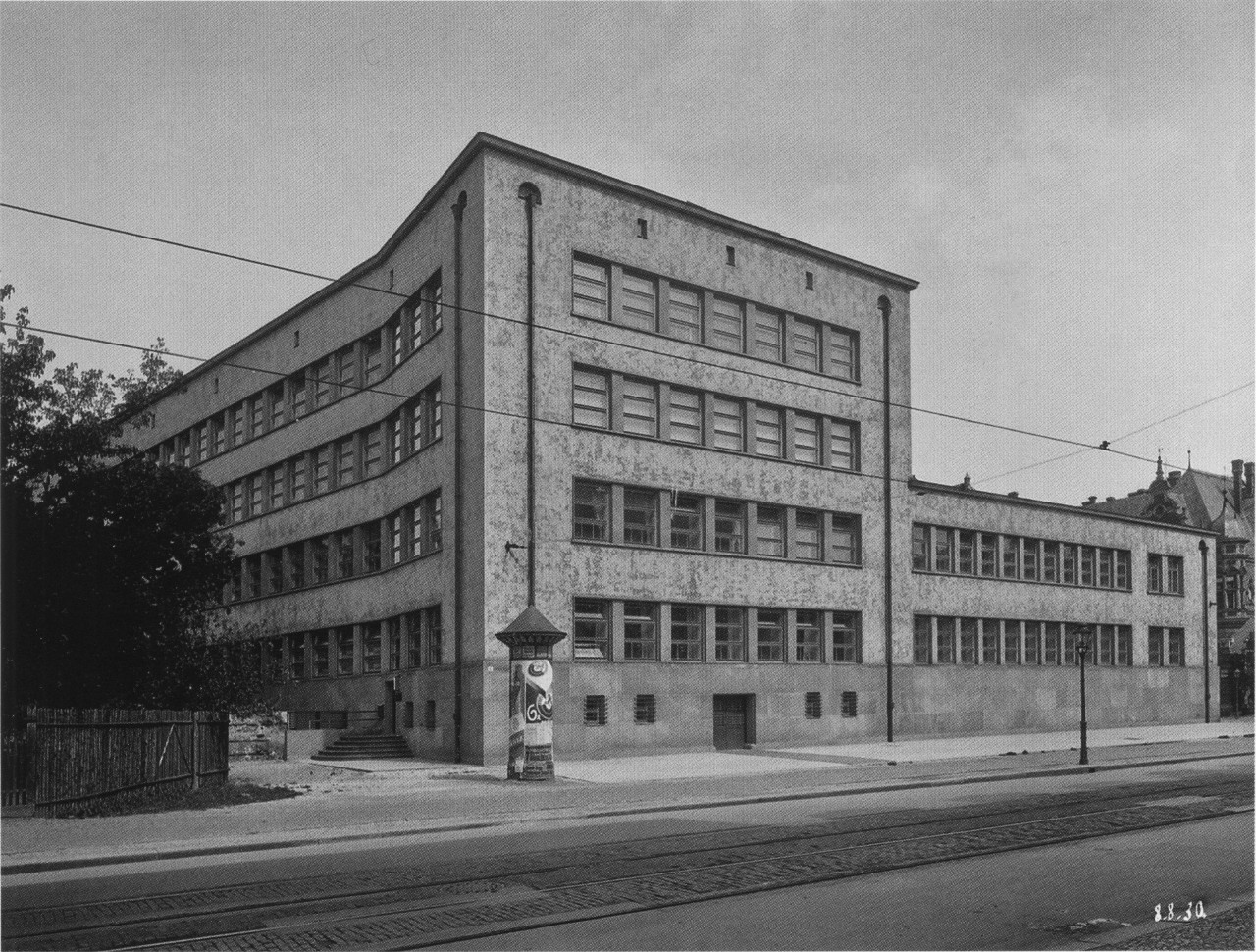
1930. Die Buchdrucker-Lehranstalt von der Hospitalstraße aus

Das Gebäude wurde von 1928 bis 1929 für die Buchdrucker-Lehranstalt, eine Berufsschule,  errichtet und lag nahezu zentral im damaligen Graphischen Viertel. Auftraggeber des Baus war der Verein Leipziger Buchdruckereibesitzer. Der Architekt war Otto Droge, der in den Bau verschiedene Stilrichtungen einfließen ließ, wie Neue Sachlichkeit außen und im Inneren Art déco und Backsteinexpressionismus. Der nördliche Flügelbau entstand erst nach 1945.

## Die Schule

### Geschichte
Die Geschichte der Schule geht auf das Jahr 1853 zurück, als in der Ritterstraße die Buchhändler-Lehranstalt Leipzig mit Sitz in der alten Buchhändlerbörse gegründet wurde. Sie bildet damit eine der beiden Wurzeln der Schule, die erst 1992 vereint wurden. Die andere ist die 1886 gegründete Buchdrucker-Lehranstalt in der Fach- und Fortbildungsschule Täubchenweg/Ecke Platostraße, die 1929 in das oben beschriebene Gebäude einzog. 1958 wurde sie mit der Betriebsberufsschule Otto Grotewohl zusammengeschlossen und 1965 unter dem Namen Letzterer in den Graphischen Großbetrieb Interdruck integriert, 1990 aber durch die Stadt Leipzig unter dem alten Namen Gutenbergschule übernommen.
Die Buchhändler-Lehranstalt war 1902 in das Buchhändlerhaus umgezogen und 1911 in einen Schulneubau zwischen Buchhändler- und Buchgewerbehaus, der im Zweiten Weltkrieg zerstört wurde. Das Adressbuch 1937 nennt die Hospitalstraße 9. Seit 1947 hatte die Anstalt ihren Sitz in der Goldschmidtstraße, wo sie 1972 in die Betriebsberufsschule des Volksbuchhandels der DDR umgewandelt wurde. Bei der Übernahme durch die Stadt kehrte 1990 der alte Name zurück. 1992 erfolgte der Zusammenschluss der Deutschen Buchhändler-Lehranstalt und der Gutenbergschule Leipzig zum Beruflichen Schulzentrum im Gebäude am Gutenbergplatz.

### Ausbildung
In der Gutenbergschule – Berufliches Schulzentrum der Stadt Leipzig werden etwa 1800 Schüler in rund 80 Klassen durch 78 Lehrer  unterrichtet.
Ihren Berufsschulunterricht erhalten im Fachbereich Druck und Medien die Auszubildenden zum Mediengestalter Digital und Print, Drucker, Siebdrucker, Buchbinder und Mediengestalter Bild und Ton. In der Buchhändler-Lehranstalt, wo der alte Name für den Fachbereich weitergeführt wird, werden Buchhändler, Medienkaufleute und Fachangestellte für Medien- und Informationsdienste ausgebildet. Im Fachbereich Büro schließlich lernen Bürokaufleute und Kaufleute für Büromanagement.
Neben der Berufsschule betreibt die Gutenbergschule noch die Fachoberschule Gestaltung, in der Schüler nach Abschluss der 10. Klasse in zweijähriger oder bei abgeschlossener Berufsausbildung einjähriger Ausbildungsdauer die Fachhochschulreife erlangen können.